# Arcybiskupi smoleńscy obrządku greckokatolickiego
Tytularni arcybiskupi smoleńscy obrządku greckokatolickiego
Unickie arcybiskupstwo smoleńskie rezydencjalne zostało powołane w 1625 r. W 1654 r. jego terytorium znalazło się pod władzą Rosji.

## Arcybiskupi
- 1625-1639 – Leon Kreuza-Rzewuski
- 1640-1654 – Andrzej Kwaśniński-Złoty
- 1665-1666 – Barłaam Kosiński
- 1666-1670 – Michał Paszkowski
- 1680-1690 – Mikołaj Metrofan Sokoliński
- 1690-1696 – Jerzy Malijewski
- 1697-1702 – Jozafat Hutorowicz
- 1703 Cyryl Szypiło (nominat)
- 1703-1705 – Gedeon Szumlański
- 1711-1718 – Michał Tarnowski
- 1719-1726 – Wawrzyniec Drucki-Sokoliński
- 1736-1745 – Antoni Tomiłowicz
- 1747 – Polikarp Mihuniewicz (nominat)
- 1751 (lub 1756)-1762 – Cezary Stebnowski
- 1762-1771 – Herakliusz Lisański
- 1771-1778 – Józef Łepkowski (koadiutor od 1767)